# 스타빌리지엔터테인먼트
스타빌리지엔터테인먼트는(Starvillage Entertainment)는 대한민국의 연예 기획사이다. 

## 소속 연예인
- 강신일
- 박명신
- 엄효섭
- 염동헌
- 정석용
- 조희봉
- 윤돈선
- 오용
- 김재화
- 박지환
- 신민재
- 장률
- 윤세현
- 장성범
- 김현빈
- 장해금
- 김서하
- 조한준
- 이주원
- 강말금
- 이용범
- 정인기
- 서동갑
- 백석광
- 김 정
- 박주형